# Towarzystwo Trzeźwości Transportowców
Towarzystwo Trzeźwości Transportowców (TTT) – organizacja powstała w 1957 roku w związku ze zwiększającą się liczbą kierowców, którzy prowadzili pojazdy pod wpływem alkoholu.
Organizacja ta zrzesza osoby związane z działaniem na rzecz podnoszenia świadomości: 
- bezpieczeństwa,
- trzeźwości (alkoholowej, substancji psychoaktywnych, itp.),
- kultury (np. kulturalnej jazdy samochodem).

W tym celu prowadzi działalność edukacyjną poprzez szkolenia, seminaria oraz zajęcia praktyczne z wykorzystaniem różnych technik i technologii wspierających. Jest również współorganizatorem kampanii społecznych, w różnych grupach docelowych. 
Współpracuje z wieloma partnerami i organizacjami skierowanymi celowo na rzecz BRD, m.in.:
- Krajowa Rada Bezpieczeństwa Ruchu Drogowego
- Komenda Główna Policji Biuro Ruchu Drogowego
- Główny Inspektorat Transportu Drogowego
- Ogólnopolski Związek Pracodawców Transportu Drogowego
- Instytut Transportu Samochodowego
- Państwowa Agencja Rozwiązywania Problemów Alkoholowych
- Wydawnictwo Komunikacji i Łączności
- Polski Związek Motorowy
- Szefostwo Transportu i Ruchu Wojsk
- Stowarzyszenie Partnerstwo dla Bezpieczeństwa Drogowego
- Liga Obrony Kraju
- Fundacja krajowe centrum BRD
- Automobilklub Polski
- Związek zawodowy pracodawców Transport i Logistyka Polska.